# Мальтіньяно
Мальтіньяно (італ. Maltignano) — муніципалітет в Італії, у регіоні Марке,  провінція Асколі-Пічено.
Мальтіньяно розташоване на відстані близько 145 км на північний схід від Рима, 90 км на південь від Анкони, 10 км на схід від Асколі-Пічено.
Населення — 2432 особи (2014).
Щорічний фестиваль відбувається 13 травня. Покровитель — San Cristanziano.

## Демографія
Населення за роками:

Станом на 1 січня 2023 року в муніципалітеті офіційно проживало 118 іноземців з 20 країн, серед них 34 громадяни країн Євросоюзу та 5 громадян України.

## Сусідні муніципалітети
- Асколі-Пічено
- Фоліньяно
- Сант'Еджидіо-алла-Вібрата